# 창원 의림사 삼층석탑
창원 의림사 삼층석탑(昌原 義林寺 三層石塔)은 대한민국 경상남도 창원시 마산합포구 의림사에 있는 삼층석탑이다. 1974년 2월 16일 경상남도의 유형문화재 제72호로 지정되었다.

## 개요
통일신라 사찰인 의림사 경내에 서 있는 3층 석탑이다. 처음에는 스님들이 기거하는 요사채 앞에 있었으나 1974년 대웅전 앞으로 옮겨 세워 일부 보수한 것이다.
2층 기단(基壇) 위에 3층의 탑신(塔身)을 올린 통일신라시대의 전형양식을 보이고 있다. 위·아래층 기단의 각 면에는 모서리와 가운데에 기둥 모양의 조각을 두었고, 탑신의 몸돌에는 모서리에만 기둥 모양을 새겼다. 지붕돌은 밑면에 5단씩의 받침을 두었다. 꼭대기에는 노반(露盤:머리장식받침)과 보주(寶珠:작은 공모양장식)가 놓여 머리장식을 하고 있는데, 보주는 후대에 끼워 넣은 것이다.
지붕돌이 약간 파손되어 있지만 보존 상태는 비교적 양호하다. 기단의 가운데기둥이 2개씩 조성되던 전성기에 비해 1개로 줄어들어 있어 통일신라 후기에 세운 탑으로 추정된다.

## 참고 자료
- 창원 의림사 삼층석탑 - 국가유산청 국가유산포털